# Sir Douglas Quintet
Sir Douglas Quintet est un groupe musical américain de Tex-Mex des années 1960 originaire du Texas.

## Historique
Formé par Doug Sahm sous un nom différent « Little Doug », le groupe rencontre en 1965 le producteur Huey P. Meaux qu'il force à les enregistrer. Celui-ci les renomme « Sir Douglas Quintet » afin de les faire passer pour un groupe britannique, la British Invasion battant alors son plein. L’accent texan prononcé de Doug Sahm mettra rapidement fin cependant à l’illusion.
Le son du groupe, dominé par l’orgue Vox de Augie Meyers, devient un modèle pour de nombreux groupes texans garage et Tex-Mex. Johnny Perrez assure la batterie, Doug Sahm le chant et la guitare, Frank Morin les cuivres. Ils ont deux succès nationaux She’s About a Mover (no 13 en mai 1965) puis The Rain Came (no 31 en mars 1966) avant d’être arrêtés pour possession de cannabis et de s’enfuir pour la Californie.
Sahm reforme le quintette original avec Harvey Kagan remplaçant Barber et George Rains remplaçant Perez. Ils ont un nouveau succès en 1969 avec Mendocino puis l’instabilité de Doug Sahm fait que le groupe à une carrière erratique tout au long des années 1970.
Doug Sahm et Augie Meyers continueront de jouer ensemble sous divers nom de groupe dont les Texas Tornados avec Freddy Fender, chanteur country et l'accordéoniste Flaco Jimenez dans les années 1990.

## Discographie
- 1964 : A Real American Joe sous le nom de Little Doug
- 1965 : She's About A Mover
- 1966 : The Rains Came
- 1966 : The Sir Douglas Quintet (33 tours)
- 1968 : Honkey Blues (sous le nom de Sir Douglas Quintet + 2)
- 1969 : Mendocino
- 1969 : Mendocino (33 tours)
- 1969 : Dynamite Woman
- 1970 : Together After Five (33 tours)
- 1970 : 1 + 1 + 1 = 4 (33 tours)
- 1971 : Return Of Douglas Saldana (33 tours)
- 1973 : Doug Sahm And Band (33 tours en solo)
- 1976 : Rock For Country Rollers (33 tours en solo)
- 1977 : Live Love (live) (33 tours en solo)
- 1980 : Hell Of A Spell (33 tours en solo)*1980 - Motive
- 1981 : Quintessence
- 1983 : Border Wave
- 1983 : Live Texas Tornado
- 1983 : Midnight Sun
- 1984 : Rio Medina
- 1985 : Luv Ya' Europa
- 1994 : Day Dreaming at Midnight
- 2006 : Live from Austin, Texas